# Johannes Theobald
Johannes Theobald (* 22. Februar 1987 in Stuttgart) hat in den Jahren 2002–2007 abwechselnd mit seinem älteren Bruder Julian Theobald an Rennen der Formel König, Formel 3 und Renault 3.5 teilgenommen. In  den Jahren 2010 und 2011 trat er zu einigen Rennen der Formel 2 an.

## Karriere
Theobald begann seine Motorsportkarriere 1996 im Kartsport, in dem er bis 2002 aktiv war. 2003 wechselte er in den Formelsport und trat in der deutschen Formel König an. Nachdem er in seinem ersten Jahr den zwölften Gesamtrang belegt hatte, wurde er 2004 Vizemeister. 2005 wechselte er in den deutschen Formel-3-Cup. Er blieb zwei Jahre in dieser Meisterschaft. Nach Platz 17 in der ersten Saison belegte er 2006 den 13. Gesamtrang. Zudem wurde er 2006 Vizemeister der Trophy-Wertung. 2007 war der Deutsche zunächst ohne Cockpit. Im weiteren Verlauf kehrte er für zwei Rennen in den deutschen Formel-3-Cup zurück. Außerdem gab er bei EuroInternational sein Debüt in der Formel Renault 3.5. Als Teamkollege seines Bruders Julian nahm er an einem Rennwochenende teil. In der Gesamtwertung wurde er 37.
Er war nach 2007 in keiner Rennserie mehr aktiv, kehrte aber 2010 in den Motorsport zurück. Nachdem er im Juli zusammen mit seinem Bruder an Testfahrten der Formel 2 teilgenommen hatte, gab er, nachdem er Prüfungen an der Universität hinter sich gelassen hatte, Anfang September sein Debüt in der Formel 2. Er startete an zwei Rennwochenenden und blieb ohne Punkte. 2011 ging Johannes Theobald zusammen mit seinem Bruder Julian in der Formel 2 an den Start. Johannes Theobald trat zu fünf von acht Veranstaltungen an. Am Saisonende belegte er den 21. Platz in der Fahrerwertung.

## Statistik

### Karrierestationen
| - 1996–2002: Kartsport - 2003: Deutsche Formel König (Platz 12) - 2004: Deutsche Formel König (Platz 2) | - 2005: Deutsche Formel 3 (Platz 17) - 2006: Deutsche Formel 3 (Platz 13) - 2007: Formel Renault 3.5 (Platz 37) | - 2007: Deutsche Formel 3 - 2010: Formel 2 - 2011: Formel 2 (Platz 21) |